# Konīm
Konīm (persiska: كنيم) är en ort i Iran.   Den ligger i provinsen Mazandaran, i den norra delen av landet, 200 km öster om huvudstaden Teheran. Konīm ligger 1 439 meter över havet och antalet invånare är 425.
Terrängen runt Konīm är kuperad söderut, men norrut är den bergig. Runt Konīm är det ganska tätbefolkat, med 111 invånare per kvadratkilometer. Närmaste större samhälle är Kīāsar, 6,6 km sydost om Konīm. Trakten runt Konīm består i huvudsak av gräsmarker.